# Berthold Ostertag
Berthold Ostertag (ur. 28 lutego 1895, zm. 1975) – niemiecki lekarz, neuropatolog. Uczeń Walthera Spielmeyera, współpracował z Juliusem Hallervordenem.

## Wybrane prace
- Einteilung und Charakteristik der Hirngewächse (1936)
- Pathologie der raumfordernden Prozesse des Schädelbinnenraums (1941)
- Über symptomatische zisternale Cystenbildungen bei basalen raumfordernden Prozessen (1948)
- Tödliche Luftemholie anläßlich Trepanation bei Folgezuständen frühkindlicher Meningitis (1949)
- Lokale Hyperplasie des Hypothalamus mit Pubertas praecox (1950)